# أقسومة
الأقسومة (بالإنجليزية: Schizozoite  أو merozoite)‏ هي الخلية البنت لعملية للأولي المتطفل.
الأقسومة نتيجة لعلمية تكاثر لاجنسي تسمى بتقاسم النماء الجزئي أو التكاثر الانشطاري.
تمسى الأقسومة في داء الأكريات المرحلة الأولى في دورة حياة الأكريات الداخلية.
في الملاريا، تصيب الأبواغ كريات الدم الحمر بالعدوى ثم تتكاثر لاجنسيا وبسرعة. يمكن للأقسومات أن تدمر كريات الدم الحمر وتسيب أخرى بالعدوى. يمكن لأدوية علاج الملاريا أن تقلل العدوى لكنها لا تؤدي إلى الشفاء.